# Danica Seleskovitch
Danica Seleskovitch, född den 6 december 1921 i Paris och död den 17 april 2001 (79 år) i Cahors, var en fransk översättningsvetare och konferenstolk. Hon lanserade bland annat den så kallade teorin om betydelse i tolkning (la théorie interprétative)

## Biografi
Danica Seleskovitch hade en fransk mor och en serbisk far. Fadern var filosof. Seleskovitch var fyra år när hennes mor dog och hon och hennes äldre bror Zoran bodde hos mormodern fram till 1931. Det året gifte fadern om sig och bosatte sig i Berlin där han undervisade vid universitetet. Seleskovitch och hennes bror flyttade till fadern och gick i skola i Berlin. När andra världskriget bröt ut 1939, flyttade familjen till Belgrad där de bodde fram till 1945. För att undkomma Titos kommunistiska regim återvände Seleskovitch till Paris på ett stipendium från den franska regeringen. 
Seleskovitch talade franska, tyska, serbokroatiska, och engelska. Hon läste tyska och engelska vid Sorbonne, men av ekonomiska skäl kunde hon inte studera vidare där utan och gick vidare till en yrkesutbildning i konferenstolkning vid Handelshögskolan i Paris,  HEC. Efter examen från HEC, 1950 fick hon möjlighet att via Marshallplanen arbeta som tolk i USA under tre år. När hon återkom till Frankrike anställdes hon som tolk vid Europeiska kol- och stålgemenskapen (EKSG) och flyttade till Luxemburg. 1955 återvände Seleskovitch till Paris och arbetade efter detta som frilansande tolk och tolklärare. Hon blir medlem i AIIC (internationella konferenstolkorganisationen) 1956 och fungerar som verkställande sekreterare mellan 1959 och 1963.

## Forskning och undervisning
Seleskovitch tankar om konferenstolkning och hur meningen i ett yttrande överförs från ett språk till ett annat samlades i hennes första bok, som kom ut 1968, Interpreting for International Conferences. Seleskovitch disputerade 1973 vid Sorbonne på en avhandling om anteckningsteknik i konsekutiv konferenstolkning och hennes avhandling gavs ut 1975 i boken Language, langue et mémoire, étude de la prise de note en interprétation consecutive. Från 1980-talet, ägnade hon sig enbart åt forskning och undervisning. Seleskovitch var också var föreståndare för l'École supérieure d'interprètes et de traducteurs (ESIT), vid Universitetet Sorbonne-Nouvelle Paris III, och inrättade den första doktorandutbildningen i översättningsvetenskap. Seleskovitch och Lederers tankar om undervisning finns samlade i boken A Systematic Approach to Teaching Interpreting (översatt av Jacolyn Harmer). 
I samarbete med Marianne Lederer utvecklade Seleskovitch teorin om betydelse i tolkning (la théorie interprétative). Teorin om betydelse i tolkning bygger på tanken om att det finns en absolut betydelse i varje yttrande som är möjlig att identifiera och att tolkens uppgift är att förstå detta inneboende yttrande och sedan överföra det till ett annat språk på sådant sätt att det ger samma förståelse av den absoluta betydelsen i yttrandet som om man skulle hört det på originalspråket. Seleskovitch vände sig alltså emot uppfattningen att varje ord måste översättas med en exakt motsvarighet på ordnivå. 

## Danica Seleskovitch-priset
1991 grundades Association Danica Seleskovitch  för att "främja Danica Seleskovitchs vetenskapliga arbete, i synnerhet genom att tilldela ett Danica Seleskovitch-pris, för förtjänster antingen som yrkesverksam konferenstolk, eller för framstående forskningsarbete i översättningsvetenskap" (art. 2 i stadgarna). Danica Seleskovitch-priset delas som regel ut vartannat år och pristagaren väljs ut av en jury bestående av åtta medlemmar.
Följande personer har fått Danica Seleskovitch-priset sedan inrättandet:
| År   | Pristagare                                 |
| ---- | ------------------------------------------ |
| 1992 | Walter Keizer                              |
| 1994 | Philippe Séro-Guillaume                    |
| 1996 | Gerard Ilg                                 |
| 1999 | Jungwha Sohee Choi                         |
| 2002 | Marianne Lederer                           |
| 2005 | Jennifer Mackintosh och Christopher Thiéry |
| 2007 | Renée Van Hoof-Haferkamp                   |
| 2009 | Miriam Shlesinger                          |
| 2012 | Ingrid Kurz                                |
| 2014 | Christiane Driesen                         |
| 2016 | Myriam de Beaulieu                         |
| 2018 | Luigi Luccarelli                           |
| 2020 | Barbara Moser-Mercer                       |

### Böcker
- 1968 L’interprète dans les conférences internationales, problèmes de langage et de communication, Paris, Minard Lettres Modernes, 262 p., Mall:2e édition 1983. Traduit en anglais, allemand, chinois, coréen, japonais, serbe.
- 1975 Langage, Langues et mémoire, étude de la prise de notes en interprétation consécutive, (préface de Jean Monnet), Paris, Minard Lettres Modernes, Paris, 273 p.
- 1984 Interpréter pour traduire, en collaboration avec Marianne Lederer, Didier Érudition, Paris, 312 p, Mall:4e, 2001. Traduit  en arabe, chinois, géorgien.
- 1989 Pédagogie raisonnée de l’interprétation, en collaboration avec Marianne Lederer, coédition Office des publications officielles des communautés européennes et Didier Érudition, Luxembourg-Paris, 282 p. Mall:2e édition revue et augmentée, 2002. Traduit en anglais, chinois, serbe.

### Artiklar i urval
- 1974 "Zur Theorie des Dolmetschens", in Kapp V. (ed.), Übersetzer und Dolmetscher, Heidelberg, Quelle und Meyer, 2e édition 1983, p. 37–49.
- 1976 "Interpretation, a Psychological Approach to Translation", in Brislin R.W. (ed) Translation: Applications and Research, New York, Gardner Press, p. 92–116
- 1976 "Traduire, de l’expérience aux concepts", Études de Linguistique Appliquée (ELA), no 24, Paris, Didier., p. 64–91. Traduit en anglais et en espagnol.
- 1977 "Take care of the sense and the sounds will take care of themselves or Why Interpreting is not tantamount to Translating Languages", The Incorporated Linguist, London, Vol. 16, p. 27–33
- 1978 "Language and Cognition", in David Gerver and Sinaiko H. Wallace (eds.), Language Interpretation and Communication, New York, Plenum Press. p. 333–342
- 1980 "Pour une théorie de la traduction inspirée de sa pratique", Montréal, META, Vol. 25, No 4, Presses de l’Université de Montréal, p. 401–408
- 1981 "Recherche universitaire et théorie interprétative de la traduction", Montréal, META, Vol. 26, No 3, Presses de l’Université de Montréal, 304–308.
- 1982 "Impromptu Speech and Oral Translation", in  Enkvist N.E. (ed.), Impromptu Speech: A symposium, Abo, Research Institute of the Abo Akademi Foundation, p.241–254.
- 1982 "Traduction et comparatisme", in Contrastes (hors-série A1), Paris, p. 15–29.
- 1982 "La compréhension d’une pensée à travers son expression", Multilingua, Amsterdam, Mouton, 1.1.1982, p. 33–41.
- 1985 "Interprétation ou interprétariat", META, Vol.30, No 1, Montréal, Presses de l’Université de Montréal, p. 19–24.
- 1985 "Les notions de signifiant/signifié, de concept et de sens en interprétation" in H. Bühler (ed.), Actes du 10e Congrès Mondial de la FIT, Vienne, Wilhelm Braumüller, p. 178–186
- 1985 "De la possibilité de traduire", Conférence plénière, Actes du Congrès 1984 de l’Association internationale de linguistique appliquée (AILA) Vol.V., p. 1781–1796.
- 1986 "Translation: Corresponding Words or Equivalent Texts?" in TexTconText, Heidelberg, Julius Groos Verlag, p. 128–140.
- 1987 "Traduction et créativité" in Études de lexicologie, lexicographie et stylistique offertes en hommage à Georges Matoré, Paris, Publications de la Sorbonne, p. 263–276. Traduit en hongrois.
- 1987 "Context-free Language and Sense in Translation", in Wolfgang Lörscher et Rainer Schulze (eds.), Perspectives on Language in Performance, Gunter Narr Verlag, Tübingen, p. 41–50.
- 1987 "La traduction interprétative" in Palimpsestes No 1, Paris, Publication de la Sorbonne Nouvelle, p. 41–50.
- 1988 "Quelques phénomènes langagiers vus à travers l’interprétation simultanée", in Hommage à Bernard Pottier, Paris, Klincksieck, p. 709–717.
- 1990 "Quelques réflexions sur la traductologie française (1975-1986)", Les Sciences du langage en France au XXe, supplément, SELAF, Paris, 479–489.
- 1990 "La traduction des hypéronymes et autres termes de grande extension", META, Vol. 5, Montréal, Presses de l’Université de Montréal, p. 91–95.
- 1991 "Fundamentals of the Interpretive Theory of Translation" in Expanding Horizons, J. Plant-Moeller (ed.), Washington, RID, p. 1–13.
- 1991 "De la pratique de l'interprétation à la traductologie", in Lederer Marianne et Israël Fortunato (eds) La Liberté en traduction, Paris, Didier Erudition, p. 289–299.
- 1992 "Von der Praxis zur Theorie", in Salevsky Heidemarie. (ed.) Wissenschaftliche Grundlagen der Sprachmittlung, Frankfurt/Main, Peter Lang, p. 38–54.
- 1995 "Interpretation and Verbal Communication", in Übersetzungswissenchaft im Umbruch, Tübingen, Günter Narr Verlag, p. 301–306.
- 1998 "Le dilemme terminologique de la retraduction", in Traduire No 175 - 1/98, 17–28.
- 1999 "The Teaching of Conference Interpretation in the Course of the Last 50 Years", in B.Moser-Mercer (ed.), Interpreting Vol. 4 (1/2), John Benjamins Publishing Co., p. 55–66.
- 2004 "The Practice and Theory of Consecutive and Simultaneous Interpretation", in An International Encyclopaedia of Translation Studies, Vol.I, Berlin, New York, Walter de Gruyter, p. 779–789.